# Rio Jaru
Rio Jaru är ett vattendrag i Brasilien.   Det ligger i delstaten Rondônia, i den centrala delen av landet, 1 600 km väster om huvudstaden Brasília.
Omgivningarna runt Rio Jaru är huvudsakligen savann. Runt Rio Jaru är det glesbefolkat, med 15 invånare per kvadratkilometer.